# Knut Kolsrud
Knut Kolsrud (n. 11 septembrie 1916, Christiania, d. 15 decembrie 1989, Spania) a fost un etnolog norvegian.
Fiul filologului Sigurd Kolsrud și al psihologei Dorthea Elise Enebakk, Kolsrud a studiat filologia la Universitatea din Oslo, după care a studiat antropologia la Universitatea din Chicago (1946-1949). În timpul studenției a lucrat și ca asistent de cercetare la Chicago Natural History Museum. Întors în Norvegia, Kolsrud și-a luat masteratul în etnografie (1950) și doctoratul (1951), după care a fost timp de zece ani (1950-1960) cercetător la Norsk Folkemuseum („Muzeul Satului Norvegian”), ultimul an în paralel cu postul de conferențiar la Universitatea Göteborg. Între 1961-1986 a fost profesor de etnologie la Universitatea din Oslo, unde a avut și funcții de conducere: decan al Facultății de Istorie-Filosofie (1970-1972) și prorector al Universității (1973-1976).
În 1971 Kolsrud a fost ales membru al Academiei de Științe din Norvegia.

## Scrieri (selecție)
- Finnefolket i Ofoten („Imigranții finlandezi din Ofoten”), 1947
- Marginalt jordbruk. Om den nordlige korndyrkingens egenart og åkerbrukets nordgrense i Norge 1550–1750, 1958
- Dunvær, 1975
- Gangvad og linebruk, 1975
- Lundefangst („Prinderea papagalilor de mare”), 1976
- Båt og fiske („Barca și pescuitul”), 1983